# マクマーン・スタジアム
マクマーン・スタジアム（McMahon Stadium）は、カナダ・アルバータ州のカルガリーにあるカナディアンフットボール専用スタジアム。

## 概要
1960年にカルガリー大学構内に建設され、開場当初からカルガリー大学フットボールチーム、CFLのカルガリー・スタンピーダーズのホームスタジアムとして使用されている。1988年カルガリーオリンピックでは開会式と閉会式の会場として使用された。1985年までカルガリー市が所有していたが、現在はカルガリー大学が所有している。
またグレイ・カップの会場としては1975年、1993年、2000年、2009年の4度開催された。さらにヘリテージ・クラシック（カルガリー・フレームスVSモントリオール・カナディアンズ）が2011年2月20日に開催された。